# Buckcherry
Buckcherry — хард-рок-группа из Калифорнии, образованная в 1995 году. Группа выпустила два альбома, одноимённый дебютный альбом в 1999 году и Time Bomb в 2001 году, до того, как распалась летом 2002 года. В 2005 году вокалист Джош Тодд (Josh Todd) и гитарист Кит Нельсон (Keith Nelson) создали новую группу, используя название Buckcherry, и выпустили альбом 16 апреля 2006 года, названный 15. Их пятый альбом вышел в августе 2010 года и был назван All Night Long.

## История

### Ранние годы
Buckcherry образовалась после того, как вокалист Джош Тодд познакомился с гитаристом Китом Нельсоном через татуировщика и обнаружил их общую любовь к AC/DC. До того, как к ним присоединились басист Джонатан Брайтман и барабанщик Девон Глэн, они записали небольшое количество демозаписей. В то время группа называлась Sparrow. Sparrow начала выступать на сценах голливудских клубов, зарабатывая славу на рок’н’ролльном звучании старой школы, вскоре подписав контракт с DreamWorks. Во избежание конфликтов с записывающей компанией «Sparrow records», группа изменила название на Buckcherry (Buckcherry является спунеризмом от Chuck Berry). Buckcherry выпускают одноимённый дебютный альбом в 1999 году, который был хорошо принят критиками и получил золотой статус. Альбом, продюсированный Терри Дейтом (Soundgarden/Mother Love Bone/Pantera/ex-Sex Pistols Стив Джонс), включал в себя три хита чарта современного рока «Lit Up», «Check Your Head» и «For the Movies».

### Коммерческий успех
После того, как к ним присоединился ритм-гитарист Ёги Лонич в 1999 году, они отправились в тур в поддержку дебютного альбома, также выступая на разогреве у Ленни Кравица в Freedom Tour (1999). Затем, в 2000 году, возвращаются в студию для записи альбома Time Bomb (2001). Он был воспринят критиками как разочарование и песни из этого альбома не попали в чарты. Buckcherry выступали на разогреве у AC/DC весной 2000 года. В августе 2001 года после того, как в группе появились разногласия, группу покидают Джонатан Брайтман, Ёги Лонич (сейчас член группы Chris Cornell) и Девон Глэн. Однако, Джош Тодд и Кит Нельсон не планировали оставлять группу и даже начали работу над следующим студийным альбомом. Но в июле 2002 года Джош Тодд внезапно покинул группу.

### Поздние годы
Джош Тодд и Кит Нельсон выступали вместе с экс-членами группы Guns N' Roses: Слэшем, Даффом МакКаганом и Мэттом Сорумом на концерте в память Рэнди Кастилло. После этого появилось предположение о том, что Джош Тодд может стать вокалистом проекта, возглавляемого Слэшем, Даффом МакКаганом и Мэттом Сорумом. Тодд провёл месяц в студии, по сообщениям, написав 10 песен, но неожиданно был выкинут из проекта Слэшем. В итоге, вокалистом был выбран Скотт Вейланд из Stone Temple Pilots, группа стала известна, как Velvet Revolver. Кит Нельсон получил честь написать песню Dirty Little Thing для Velvet Revolver.

### Недавние события
11 сентября 2006 против группы, текущего лейбла звукозаписи и связанных с группой компаний был подан иск от имени шестнадцатилетней девушки, утверждавшей, что она была принуждена появляться топлес и разыгрывать сексуальные сцены во время исполнения группой песен на тему секса на концерте. Тем не менее, согласно источникам, все участники видео должны были доказать, что они были совершеннолетними и подписать форму, подтверждающую это. Адвокат группы Скип Миллер в новостях утверждал «Эта девушка заполнила форму ложными данными. Как только было установлено, что она не была совершеннолетней, видео было удалено».
15 апреля Buckcherry объявили, что будут участвовать в туре группы Mötley Crüe — «Cruefest», вместе с Sixx: A.M., Papa Roach и Trapt. Тур начался 1 июля в Вест Палм Бич, Калифорния.
16 сентября 2008 года группа выпустила четвёртый студийный альбом, дебютировавший 8-м в топ 200. На той неделе он был рок альбомом номер один.
С начала сентября 2009 года Buckcherry гастролирует вместе с группой Kiss в туре «ALIVE-35», выступая у них на разогреве.
29 сентября 2009 Buckcherry выпустила свой первый концертный альбом «Live & Loud 2009». Альбом был записан в мае 2009 во время их канадского тура в Эдмонтоне, Калгари и Медицин-Хат.

## Туры
- Buckcherry Tour (часть Тура Свободы Ленни Кравица)
- Time Bomb Tour (вместе с Fuel, Kid Rock, AC/DC, Kiss)
- 15 Tour
- Bad Boys Of Rock Tour (вместе с Hinder, Revelvation Theory, Papa Roach)
- Crue Fest (вместе с Motley Crue, Papa Roach, Trapt, Sixx:A.M.)
- Black Butterfly Tour (вместе с Avenged Sevenfold, Papa Roach, Saving Abel)

## Состав

### Члены группы
- Джош Тодд — вокалист (1995—2002, 2005-настоящее время)
- Кит Нельсон — гитарист, бэк-вокалист (1995—2002, 2005-настоящее время)
- Стив Д. — гитарист, бэк-вокалист (2005-настоящее время)
- Джимми Эшхёрст — бас-гитарист, бэк-вокалист (2005-настоящее время)
- Хавьер Мюриель — барабанщик, перкуссионист (2005-настоящее время)

### Бывшие участники
- Джонатан Брайтман — бас-гитарист, бэк-вокал (1995—2002)
- Девон Глэн — барабанщик, перкуссионист (1995—2002)
- Ёги Лонич — ритм-гитарист, бэк-вокалист (1999—2002)

## Дискография

### Студийные альбомы
| Год  | Альбом          | US  | Лейбл        | Продажи по США |
| ---- | --------------- | --- | ------------ | -------------- |
| 1999 | Buckcherry      | #74 | Dreamworks   | Золотой        |
| 2001 | Time Bomb       | #64 | Dreamworks   | -              |
| 2006 | 15              | #39 | Eleven Seven | Платиновый     |
| 2008 | Black Butterfly | #8  | Eleven Seven | -              |
| 2010 | All Night Long  | #10 | Eleven Seven | -              |
| 2013 | Confessions     | #25 | Eleven Seven | -              |
| 2015 | Rock and Roll   |     | Bomb records |                |

### Концертные альбомы
| Год  | Альбом           | US   | Лейбл        | Продажи по США |
| ---- | ---------------- | ---- | ------------ | -------------- |
| 2009 | Live & Loud 2009 | #172 | Eleven Seven | -              |

### Демозаписи
- Nothing
- Stayin' High

### Синглы
| Год  | Название          | Позиция | Позиция | Альбом          |
| Год  | Название          | US      | UK      | Альбом          |
| ---- | ----------------- | ------- | ------- | --------------- |
| 1999 | «Lit Up»          | —       | 103     | Buckcherry      |
| 1999 | «For the Movies»  | —       | —       | Buckcherry      |
| 1999 | «Dead Again»      | —       | —       | Buckcherry      |
| 2000 | «Check Your Head» | —       | —       | Buckcherry      |
| 2001 | «Ridin'»          | —       | —       | Time Bomb       |
| 2006 | «Crazy Bitch»     | 59      | —       | 15              |
| 2006 | «Next 2 You»      | —       | —       | 15              |
| 2007 | «Everything»      | 117     | —       | 15              |
| 2007 | «Broken Glass»    | —       | —       | 15              |
| 2007 | «Sorry»           | 9       | —       | 15              |
| 2008 | «Too Drunk…»      | 96      | —       | Black Butterfly |
| 2008 | «Don’t Go Away»   | —       | —       | Black Butterfly |
| 2008 | «Rescue Me»       | —       | —       | Black Butterfly |

## В популярной культуре
- «Anything, Anything» использована в фильме Road Trip и 11:14
- «Alone» использована в фильме Mission: Impossible II
- «Next 2 You» использована в фильме Паранойя
- «Lit Up» использована в фильме Talladega Nights: The Ballad of Ricky Bobby
- «Crazy Bitch» использована в фильме National Lampoon’s Van Wilder: The Rise of Taj
- «Borderline» использована в фильме Эволюция
- «Rescue Me» использована для загрузки в видео игре Rock Band, а также в саундтреке видеоигры WWE Impact 2011
- «Wherever I Go» использована в фильме Мстители
- «Gluttony» использована в саундтреке видеоигры NHL 2014